# (7638) Gladman
(7638) Gladman ist ein Asteroid des Hauptgürtels, der am 26. Oktober 1984 vom US-amerikanischen Astronomen Edward L. G. Bowell an der Anderson Mesa Station (IAU-Code 688) des Lowell-Observatoriums in Coconino County entdeckt wurde.
Der Asteroid wurde am 28. Juli 1999 nach dem kanadischen Astronomen und Astronomieprofessor Brett James Gladman benannt, der zahlreiche lichtschwache Himmelskörper des Sonnensystems entdeckte.